# Андрес Мендоса
Андре́с Аугу́сту Мендо́са Асеве́ду (ісп. Andres Augusto Mendoza Azevedo, 26 квітня 1978, Чинча-Альта) — перуанський футболіст, нападник американського клубу «Коламбус Крю». У сезонах 2004/2005 та 2006/2007 виступав у донецькому "Металурзі". У чемпіонаті України зіграв 30 матчів, забив 21 м'яч.

## Біографія

### Клубна кар'єра
Футболом починав займатися з десяти років в перуанському клубі «Спортінг Кристал». З цім клубом він став національним чемпіоном у своєму першому сезоні.
1997 року грав у фіналі Кубка Лібертадорес, де його клуб програв бразильському «Крузейро» 0:1. 1999 року перейшов у бельгійський клуб «Брюгге». Перший сезон у Бельгії був невдалим — забив всього 1 гол. У наступні роки він забивав не менше 12 м'ячів за сезон. Відзначився хет-триком у ворота «Мускрона» у фіналі Кубка Бельгії в 2002 році (3:1). 2003 року виграв чемпіонат Бельгії. Роком пізніше ще раз виграв національний чемпіонат. Влітку 2004 року він перейшов до українського клубу «Металург» (Донецьк), у першому сезоні забив 12 м'ячів. 2005 року був відданий в оренду «Марселю». У Франції дебютував 30 липня в матчі проти «Бордо» (0:2). 2006 року незадовго до початку новго сезону в Росії був відданий в оренду в «Динамо» (Москва), де зіграв три матчі. 2008 року був проданий «Стяуа» донецьким «Металургом» за 1,5 млн євро. Там він зіграв половину сезону, а влітку відправився грати за мексиканську «Монаркас Морелію», де став другим бомбардиром чемпіонату, забивши 10 голів у 16 матчах.

### Міжнародна кар'єра
У збірною Перу дебютував в 1999 році. Він взяв участь у відбіркових іграх на чемпіонат світу в 2002 та 2006, де Перу виступила невдало. Грав на Кубках Америки в 2004 і 2007. 7 грудня 2007 року, Мендоса був один з групи гравців збірної Перу, які були помічені у тому, що провели жінок та розпивали спиртні напої у готелі за два дні до нищівної поразки від Еквадору (5-1, єдиний гол забив Мендоса). На цих гравців поклали вину і відрахували зі збірної.

## Досягнення

### Спортінг Кристал
- Чемпіон Перу: 1996, 1998
- Фіналіст Кубка Лібертадорес: 1997

### Брюгге
- Чемпіон Бельгії: 2003
- Володар кубка Бельгії: 2002, 2004
- Володар суперкубка Бельгії: 2002, 2003, 2004

### Олміпік (Марсель)
- Володар кубка Інтертото: 2005

### Монаркас Морелія
- Віце-чемпіон Мескики: 2009